# Pallid Peak
Der Pallid Peak (englisch für Bleicher Gipfel) ist ein kleiner und 1500 m hoher Berggipfel in der antarktischen Ross Dependency. Im Königin-Maud-Gebirge ragt er 11 km südwestlich des McGinnis Peak an der Westflanke des Kosco-Gletschers auf.
Die deskriptive Benennung geht auf den US-amerikanischen Geologen Edmund Stump (* 1946) zurück, Leiter einer Mannschaft der Ohio State University, die am 3. Dezember 1970 an diesem Berg tätig war. Der weiße kristalline Marmor, aus dem der Gipfel besteht, kontrastiert kaum zu den verschneiten unteren Hangabschnitten.